# Fontia
Fontia è una frazione del comune italiano di Carrara, nella provincia di Massa-Carrara.

## Geografia fisica
Situato su una delle primissime colline carraresi, geograficamente ancora separate dalle pendici delle Alpi Apuane, dista circa 7 km. dal centro di Carrara con una differenza altimetrica di quasi 300 metri. Solo nel 1885 è stata costruita la strada che la collega alla città.

## Storia
Il borgo, situato sul confine con la Liguria, cominciò a svilupparsi solo nel XVI secolo a seguito della pace tra la Repubblica di Genova e i Cybo Malaspina.
Il borgo di Fontia, benché politicamente legato allo Signoria di Carrara, dipese sempre dalla ligure Luni prima e da Sarzana poi: era il capitolo della cattedrale di quest'ultima città che ne nominava i parroci. La chiesa fu eretta in parrocchia verso la fine del XIV secolo, slegandola dalla dipendenza dell'oratorio di San Martino a Casano. In un documento del 1475 il marchese di Massa, Giacomo I Malaspina prega il capitolo della cattedrale di Sarzana di permettere che le entrate della chiesa stessa restino nel paese per provvedere alle opere di miglioria sia dell'edificio religioso che della canonica. La parrocchia, trovandosi nel comune di Carrara, passa nel 1822 al Vicariato di Carrara nella neocostituita Diocesi di Massa.

## Monumenti e luoghi d'interesse
All'inizio del paese, su una terrazza panoramica, si trova la chiesa di Santa Lucia dove è conservato un dipinto di Arturo Dazzi raffigurante l'Angelo della pace.
L'oratorio di Santa Lucia venne edificato nel XVII secolo, inizialmente al solo servizio del locale cimitero, per poi passare ad ordinario luogo di culto. Venne distrutto alla fine della seconda guerra mondiale trovandosi in zona del fronte: ricostruito nello stesso sito, fu inaugurato il 16 aprile 1965 dal vescovo locale Carlo Boiardi.
Nel borgo, fatto di strette viuzze, si trova l'antica chiesa di San Nicolò costruita nel XIV secolo.

## Società

### Evoluzione demografica
Abitanti censiti